# Международный проект «Русские сезоны»
«Русские сезоны» — это международный культурный проект Правительства РФ и Министерства культуры Российской Федерации, стартовавший в 2017 г. в Японии. Проект назван в память о легендарных гастролях балетной группы С. Дягилева. Символом проекта стала Жар-птица ‒ персонаж старинных русских сказок. Она символизирует свет, тепло, удачу и возрождение. Этот сказочный персонаж обитает в заколдованном саду, и мало кому удаётся увидеть её воочию. Тому, кто сумеет найти хотя бы одно перо жар-птицы, придёт счастье.
У истоков «Русских сезонов», которые впервые прошли более 100 лет назад, стоял великий русский антрепренёр Сергей Дягилев. Одним из балетов, которые тогда с триум-фом прошли по Европе, стал балет Игоря Стравинского на тему старинных русских сказок «Жар-птица». Именно Жар-птица стала символом нынешних «Русских сезонов».
Проект проходит в одном из зарубежных государств в формате фестиваля на протяжении одного календарного года. В проекте принимают участие лучшие российские творческие коллективы и цирковые артисты, проводятся выставки из собраний крупнейших российских музеев и показы российского кино, а также другие мероприятия.

## Япония в 2017 году
Стартовал проект с выступлений в Японии. Оргкомитет «Русских сезонов» возглавила заместитель Председателя Правительства Российской Федерации О. Ю. Голодец.
Торжественное открытие «Русских сезонов» в Японии состоялось в июне 2017 года июня на сцене крупнейшего центра исполнительных искусств — Токио Бунка Кайкан. Это выступление труппы Большого театра России с легендарной постановкой «Жизель», а также открытие фотовыставки, посвященной 60-летнему юбилею со дня первых гастролей балета Большого театра в Японию.
Перед первой премьерой заместитель председателя Правительства РФ Ольга Голодец и премьер-министр Японии Синдзо Абэ произнесли приветственные речи.
В течение года в Японии прошло свыше 200 мероприятий. Выступили более 20 российских учреждений культуры, среди которых: Большой театр, Большой симфонический оркестр им. П. И. Чайковского, Академия Русского балета им. А. Я. Вагановой, Государственный Эрмитаж, Московский цирк Никулина, Всероссийский государственный институт кинематографии имени С. А. Герасимова и многие другие.
Всего мероприятия проекта охватили 42 города.

## Италия в 2018 году
Второй страной, куда пришли «Русские сезоны», стала Италия.
Соглашение о проведении «Русских сезонов» в 2018 году в Италии было подписано 17 ноября 2017 года Министром культуры Российской Федерации В. Р. Мединским и Заместителем Министра культурного наследия, культурной деятельности и туризма Итальянской республики Д. Бианки на VI Санкт-Петербургском международном культурном форуме.
Концерт-открытие прошёл 14 января. На нём выступил Мариинский оркестр под управлением Валерия Гергиева, который исполнил Первую и Шестую симфонии П. И. Чайковского.
В рамках фестиваля состоялось более 310 мероприятий, в том числе 35 выставок, 37 театральных постановок, 63 концерта симфонической музыки, 55 балетных спектаклей, 31 проект о киноискусстве, 44 гастроли ведущих народных коллективов, 45 цирковых и арт-фестивалей.. Представили свои программы и экспонаты: Большой, Мариинский, Малый драматический, Вахтанговский, «Сатирикон» и другие театры, Третьяковская галерея, Академия русского балета им. А. Я. Вагановой, киностудия «Союзмультфильм», музеи-заповедники и ряд других учреждений культуры.
Фестивальные показы и выступления состоялись в 74 городах страны.

## Германия в 2019 году
7 января 2019 года состоялась церемония открытия международного культурного проекта «Русские сезоны» в Берлинской филармонии. С российской стороны проект открыла О. Ю. Голодец, Заместитель Председателя Правительства Российской Федерации. Солисты оперной труппы, хора и симфонического оркестра Мариинского театра под управлением маэстро Валерия Гергиева исполнили оперу Петра Чайковского «Иоланта». В фойе Берлинской филармонии открылась выставка «Чайковский. Гений оперы» об истории создания оперы «Иоланта» и других произведений великого русского композитора. Посетители увидели уникальные фотопортреты П. И. Чайковского, рукописи, обложки первых и прижизненных изданий его сочинений.
По итогам 2019 года в Германии прошло 437 мероприятий «Русских сезонов» в 90 городов Германии. В течение 2019 года в проекте были задействованы ведущие музеи, театры и творческие коллективы России, включая Русский музей, Третьяковскую галерею, Мариинский театр, Театр имени Моссовета, Театр имени Евгения Вахтангова, Академию Русского балета имени А. Я. Вагановой, Театр балета Бориса Эйфмана, Всероссийский юношеский симфонический оркестр под управлением Юрия Башмета, оркестр «Виртуозы Москвы», музыкальный театр «Геликон-Опера», театр Et Cetera, Транссибирский Арт-фестиваль и др. Также в проекте «Русские сезоны» активно участвовали и региональные коллективы России — от Якутии до Екатеринбурга, от Рязани до Калуги.

В декабре в Германии состоялся цикл завершающих мероприятий в 2019 году. В Эльбской филармонии Гамбурга музыканты камерного ансамбля «Солисты Москвы» под управлением Юрия Башмета сыграли сочинения Альфреда Шнитке, Кузьмы Бодрова и Петра Чайковского на уникальных инструментах итальянских мастеров XVII—XVIII веков. Также в Берлине состоялся концерт Оркестра Российско-немецкой музыкальной Академии под управлением маэстро Валерия Гергиева с солистом Денисом Мацуевым. Были исполнены композиции Сергея Рахманинова и Игоря Стравинского.

«Идея „Русских сезонов“ вернулась в Россию через сто лет после Дягилева, и культурные обмены сейчас важнее, чем десять лет назад. Я приветствую идею проведения „Русских сезонов“, а также перекрестных годов с другими странами. В прошлом году мы организовали в Риме недельный марафон русской музыки — это было незабываемо. Открытие российско-немецкого сезона оперой „Иоланта“ здесь, в Берлине, сразу после Нового года тоже было очень трогательным событием», — отметил художественный руководитель и генеральный директор Мариинского театра, народный артист РФ Валерий Гергиев.

## Франция, Бельгия, Люксембург в 2020—2021 годах
В 2020 году «Русские сезоны» проходят одновременно во Франции, Бельгии, Люксембурге. Во Франции планируется провести более 400 мероприятий в 50 городах.

16 января в Париже состоялась официальная церемония открытия международного культурного проекта «Русские сезоны» во Франции в 2020 году. 
«Проведение „Русских сезонов“ во Франции спустя столетие после знаменитых гастролей Сергея Дягилева — особое, знаковое событие для нас. Сегодня благодаря этому культурному проекту мы демонстрируем образ России как Посла мира, как страны с уникальной и открытой национальной культурой. Поздравляю нас с началом грандиозного культурного события — „Русские сезоны“ во Франции. Это большое культурное путешествие, которое, несомненно, духовно обогатит народы наших стран, сделает нас ближе к искусству, образованнее, утонченнее и мудрее, вдохновит нас на новые проекты и идеи!», — отметил Алексей Лебедев.
В рамках церемонии открытия ведущий драматический театр России — Государственный Театр Наций под руководством народного артиста РФ Евгения Миронова представил премьерный показ спектакля «Дядя Ваня» по одноимённой пьесе великого русского писателя А. П. Чехова. Режиссёром постановки выступил один из лидеров современной французской режиссуры, художественный руководитель театра «Одеон» Стефан Брауншвейг. Главные роли исполнили Евгений Миронов (Войницкий), Елизавета Боярская (Елена Андреевна), Виктор Вержбицкий (Серебряков), Анатолий Белый (Астров). Ключом к спектаклю «Дядя Ваня» является тема экологии — повестка, которая сегодня беспокоит всю мировую общественность. Чеховский Астров, молодой врач, оказался провидцем — больше ста лет назад его волновала проблема неконтролируемой вырубки лесов.
«Мы развиваем всестороннее сотрудничество, и „Русские сезоны“ — один из лучших примеров культурного взаимодействия между нашими странами, который открывает большие перспективы», — отметил Чрезвычайный и Полномочный Посол Российской Федерации во Французской Республике Алексей Мешков.
В связи с карантинными мерами правительств России, Франции, Бельгии и Люксембурга все мероприятия международного культурного проекта «Русские сезоны» были временно приостановлены. 23 марта 2020 года дирекция «Русских сезонов» запустила онлайн-проект Stay home with Russian Seasons.
Мероприятия «Русских сезонов» в Бельгии возобновились в 2021 году. В сотрудничестве с Российским центром науки и культуры при поддержке Посольства России международный культурный проект «Русские сезоны» принял участие в многовековой традиции переодевания знаменитой брюссельской статуи-фонтана «Маннекен-Пис». 12 июня, в честь Дня России, «Маннекен-Пис» одели в стилизованный костюм русского гвардейца эпохи Петра I, наряд был передан в дар бельгийским властям. С российской стороны в торжественной церемонии принял участие Александр Токовинин, Посол Российской Федерации в Королевстве Бельгия.

Гастрольные мероприятия проекта в Бельгии возобновились 2 сентября 2021 года. Новый сезон гастролей был открыт концертом Государственной академической капеллы Санкт-Петербурга под управлением маэстро Владислава Чернушенко в Брюссельском соборе Святых Михаила и Гудулы. Хор Капеллы представил свою программу, включающую произведения Г. Свиридова, С. Рахманинова, Д. Бортнянского, П. Чеснокова, А. Архангельского и С. Мокраняца, в разных городах Бельгии: 3 сентября — в Кафедральном соборе города Кортрейк, 4 сентября — в Церкви святых Петра и Павла в Остенде и 5 сентября — в льежском музее «Боври».
«Тем не менее, после вынужденного перерыва из-за пандемии „Русские сезоны“ возвращаются, и это действительно долгожданное событие. Несмотря на то, что мы сделали все возможное, чтобы зарубежные зрители могли наслаждаться лучшими образцами отечественного искусства на интернет-платформе „Stay Home with Russian Seasons“, очная встреча станет лучшим подарком жителям Бельгии. Традиционно здесь нас принимают крайне тепло, и мы уверены, что в этот раз артисты также смогут покорить публику», — подчеркнула директор Департамента государственной поддержки искусства и народного творчества Минкультуры России Оксана Косарева.

## Корея в 2021 году
Торжественное открытие состоялось 2 октября 2021 года в Сеуле вместе с концертом Камерного ансамбля «Солисты Москвы» под управлением маэстро Юрия Башмета. Почетными гостями церемонии открытия стали заместитель Министра культуры РФ Осинцев В. Г. и Министр культуры, спорта и туризма Республики Корея Хван Хи. В течение следующих нескольких дней зрители 6 разных городов Кореи (Сеул, Тэджон, Инчхон, Кванджу, Коян, Новонгу) смогли посетить 10 концертов российских исполнителей. Три из них были показаны на ресурсах онлайн-платформы проекта Stay Home with Russian Seasons.
17 и 18 октября в Сеуле и Тэджоне состоялись два концерта Вадима Репина с разной музыкальной программой. В качестве аккомпаниатора российскому скрипачу выступил южнокорейский пианист Тэ-Хён Ким. В продолжение гастролей 21 ноября в Университете иностранных языков Хангук прошла лекция потомка Л. Н. Толстого, Советника Президента РФ по вопросам культуры и искусства Владимира Толстого. При участии Владимира Толстого в Сеульском доме литературы был торжественно открыт бюст Льва Толстого, там же была организована выставка работ молодых художников Санкт-Петербургской Академии художеств имени Ильи Репина.
Завершающий этап программы «Русских сезонов» прошел 24 ноября 2021 года в концертном зале Lotte Concert Hall, где выступил Страдивари-ансамбль Мариинского театра под управлением маэстро Валерия Гергиева. Церемония закрытия проекта в Республике Корея состоялась в онлайн-формате 30 декабря 2021 года: зрителям представили трансляцию балета «Щелкунчик» в исполнении студентов Академии русского балета имени А. Я. Вагановой. Новогодняя постановка была записана на исторической сцене Мариинского театра, музыку П. И. Чайковского для балета исполнил Симфонический оркестр Мариинского театра.
В канун Нового года, 31 декабря, трансляция балета «Щелкунчик» была представлена на платформе партнера проекта «Смотрим».

## Stay Home with Russian Seasons
23 марта 2020 года международный культурный проект «Русские сезоны» запустил бесплатную онлайн-платформу Stay Home with Russian Seasons. Для российских и иностранных поклонников русской культуры и искусства на платформе еженедельно проводятся трансляции музыкальных концертов, спектаклей, кинофильмов, балетных постановок и других событий ведущих учреждений культуры и творческих коллективов России.
«Проведение онлайн-трансляций — еще одна прекрасная возможность, которая сочетается с идеей нашего проекта. Мы выступаем за безопасность, поэтому с помощью современных цифровых сервисов хотим разделить с миллионами людей радость и вдохновение от русской культуры», — отметил директор «Русских сезонов» Алексей Лебедев.
В 2020 году проект был высоко оценён экспертами и стал победителем в нескольких премиях: победитель в номинации «Лучшая онлайн-платформа» Всероссийской премии «Культура онлайн» и «Лучший онлайн-концерт во время пандемии» премии «ComNews Awards 2020: цифровые технологии против COVID-19».
За почти два года работы медиатеки Stay Home with Russian Seasons было показано 235 трансляций от более чем 80 российских культурных учреждений и коллективов. Общая сумма просмотров превысила 60 миллионов, за трансляциями следят зрители из Франции, США, Южной Кореи, Германии, Италии, Ирландии, Бельгии, РФ, Великобритании.

## Послы проекта «Русские сезоны»
Послами «Русских сезонов» являются видные деятели искусства, чья главная задача состоит в знакомстве зарубежной публики с высочайшими достижениями российской культуры.
Валерий Фокин

Режиссёр, актёр. Художественный руководитель Российского государственного Александринского театра. Народный артист Российской Федерации. Лауреат Государственной премии РСФСР им. Станиславского и трёх Государственных премий РФ.
«Каждая страна дает новые вызовы — это обогащает режиссёра…Понять контекст страны, контекст театра: что из себя он представляет, какое место занимает в этом городе, в этой стране… Это важные вызовы — когда ты должен сделать спектакль для зрителя другой страны, с ощущением и пониманием их обстоятельств, но при этом чтобы это был твой Гоголь, твой Достоевский, твой Вампилов»
Андрей Кончаловский

Сценарист, кинорежиссёр. Народный артист РСФСР. Лауреат Государственной премии РСФСР им. бр. Васильевых, Государственной премии Казахской ССР и двух премий «Серебряный лев» Венецианского кинофестиваля. Президент киноакадемии «Ника».
«Чрезвычайная важная функция России — препятствовать амнезии, тому, что укорачивается память. На мой взгляд, культура, вся цивилизационная сила России заключается в том, что у нас эти ценности являются незыблемыми. Иногда я вижу, что эти ценности Европа потихоньку оставляет. Я не хотел бы, чтобы через 20-30 лет из Европы в Россию приезжали, чтобы увидеть, какими они были. Самобытность необходимо сохранять в каждой стране»
Николай Цискаридзе

Артист балета и театра, солист балета Большого театра в 1992—2013 годах, Народный артист РФ, Народный артист Северной Осетии, дважды лауреат Государственной премии РФ, трижды лауреат театральной премии «Золотая маска».
«Русские сезоны» — это очень важный культурный проект. Русская школа балета была создана на основе французской и итальянской школ классического танца, потому мы рады показать то, чем гордимся сейчас"
Борис Березовский

Российский пианист, заслуженный артист Российской Федерации.
«Современные „Русские сезоны“ — это большая программа по продвижению российской культуры. У нас бесценное наследие, которое мы с радостью и энтузиазмом готовы показывать всему миру. Чем больше мы будем делиться, тем больше будет новых творческих проектов, новых авторов, художников, артистов, композиторов и прекрасных произведений. Взаимное культурное обогащение — вот одна из миссий этого вдохновляющего проекта».
Зельфира Трегулова

Советский и российский искусствовед. Генеральный директор Государственной Третьяковской галереи.
«То, что мы все делаем — это невероятно важная миссия. Особенно сегодня, когда в мире существует столько недопонимания. То, что делают „Русские сезоны“, — это открытие миру России как удивительной, уникальной, огромной культурной цивилизации»
Семён Михайловский

Российский искусствовед, академик Российской академии художеств, ректор Санкт-Петербургского государственного академического института живописи, скульптуры и архитектуры имени И. Е. Репина.
«Я очень ценю эту инициативу, потому что я был свидетелем большого успеха в Италии и Германии. Если мы сможем показать миру, насколько богата Россия не только природными ресурсами, но и талантом людей, живущих здесь, будет очень здорово»
Юрий Башмет

Альтист, дирижёр, народный артист СССР, посол проекта «Русские сезоны»
«Для нас очень престижно выступать в рамках „Русских сезонов“. Этот проект — праздник для всех любителей искусства, который не только раскрывает новые грани русской культуры, но и представляет то искусство, которым в буквальном смысле сегодня дышит молодежь».